# Tarbaleus ferrugineus
Tarbaleus ferrugineus är en insektsart som beskrevs av Willemse, C. 1922. Tarbaleus ferrugineus ingår i släktet Tarbaleus och familjen gräshoppor. Inga underarter finns listade i Catalogue of Life.